# Kühlenhof 1–2 (Mönchengladbach)

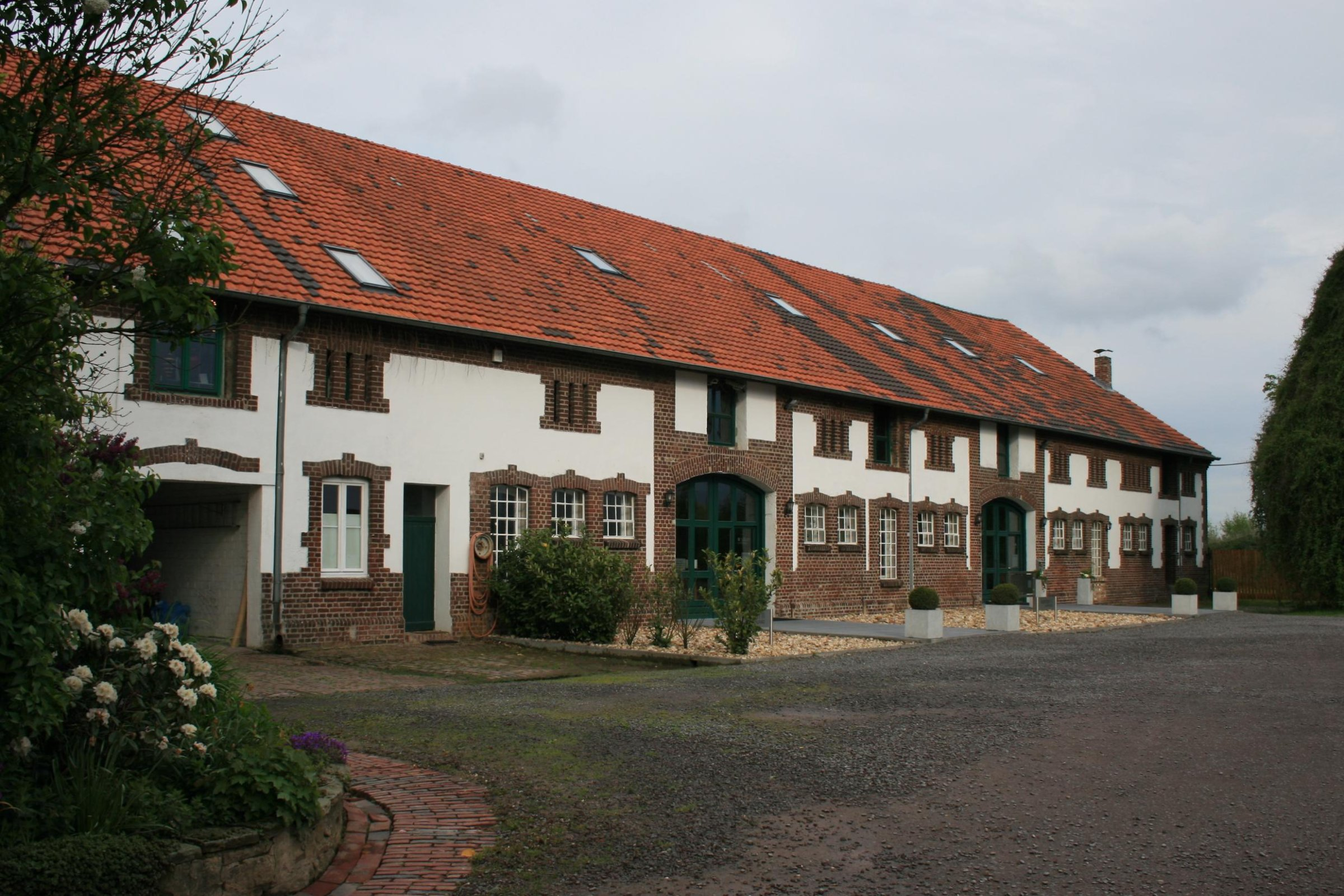
Backstein-Hofanlage (2010)

Die Hofanlage Kühlenhof 1–2 steht im Stadtteil Hardt in Mönchengladbach (Nordrhein-Westfalen).
Das Gebäude wurde Anfang des 20. Jahrhunderts erbaut. Es wurde unter Nr. K 060  am 24. Oktober 2001 in die Denkmalliste der Stadt Mönchengladbach eingetragen.

## Lage
Das Objekt Kühlenhof 1–2 liegt südlich der von Hardt nach Rasseln führenden Landstraße 39.

## Architektur
Der Gebäudekomplex Kühlenhof 1–2 besteht aus zwei parallel ausgerichteten Baukörpern, die einen gemeinsamen Innenhof begleiten. Das östlich des Innenhofes gelegene Gebäude Kühlenhof 2 besteht aus einem an der nördlichen Seite des ehemaligen Wirtschaftsgebäudes angebauten zweigeschossigen Wohnhaus unter Walmdach, errichtet in der Mitte des 20. Jh.
Nach Süden schließt sich ein ehemaliger zweigeschossiger, verputzter Baukörper unter Satteldach, mit partieller Dachabschleppung nach Osten, und Miste an, der im Erdgeschoss ursprünglich als Kuhstall und im Obergeschoss als Lagerfläche für Futtermittel (Heu, Stroh) diente. Die funktionalen Stalleinrichtungen wie z. B. Tröge, Tränken, Jaucherinnen, Stallgasse, Stalltrennwände usw. wurden während der 1990er Jahre ausgebaut, um nach Aufgabe der Landwirtschaft größere Raumeinheiten zu schaffen.
Das Ziegelsteingebäude wird geprägt durch gliedernde Ziegelsteinlisenen, Ziegelsteinfenster- und -torrahmungen sowie -gesimse und verputzte Wandflächen. Das westlich des Innenhofes gelegene Gebäude Kühlenhof 1 besteht aus zwei rechtwinklig zueinander stehenden Bauteilen unter Satteldächern ohne durchlaufenden First. Sie wurden ursprünglich ebenfalls als Ställe bzw. Remise  genutzt. Ihre Gestaltung orientiert sich am gegenübergelegenen Wirtschaftsgebäude und zeichnet sich ebenfalls durch gliedernde Ziegelsteinlisenen, Ziegelsteinfenster- und -torrahmungen sowie -gesimse und verputzte Wandflächen aus.